# حنا دياب

الخوري حنا دياب : أول خوري على رعية مار مارون في بيروت ومن مؤسسي مدرسة الحكمة.
هو إبن الخوري إبراهيم دياب الأول الذي توفي في الشوف متفانيا في خدمة الفقراء والمرضى.
أمه من عائلة حصروني.
رسم كاهنا في كنيسة مار يوسف الحكمة بيروت في يوم واحد مع قريبه الخوري إبراهيم الثاني.
وبدّل اسمه من خليل إلى حنا.
من أثاره مخطوطة عن تاريخ العائلات العينبلية وبخاصة عن عائلته، وهي في حوزة عائلة بركات حاليا كما تفيد مجلة صوت عين إبل الصادرة في بيروت عن «نادي أبناء عين إبل في بيروت» .